# Sphenoderes indicus
Sphenoderes indicus är en djurart som tillhör fylumet pansarmaskar, och som beskrevs av Higgins 1969. Sphenoderes indicus ingår i släktet Sphenoderes och familjen Semnoderidae. Inga underarter finns listade i Catalogue of Life.